# Dave Clark (judoka)
Dave Clark (ur. 4 stycznia 1957) – nowozelandzki judoka.
Złoty i srebrny medalista mistrzostw Oceanii w 1979 roku. Zdobył dziewięć tytułów mistrza kraju w latach 1977-1982.